# Vadasaurus herzogi
Vadasaurus herzogi — викопний вид дзьобоголових плазунів, що існував у пізній юрі. Викопні рештки рептилії знайдено у вапняковому кар'єрі Зольнгофен у Німеччині. Було виявлено добре збережений, злегка сплюснутий, майже повний скелет. Будова скелета вказує на напівводний спосіб життя.

## Назва
Родова назва Vadasaurus складається з латинського слова vadare — «бродити», та грецького saurus — «ящірка». Видова назва herzogi дана на честь німецького кінорежисера Вернера Герцога.